# 王福齡
王福齡（1925年—1989年1月28日），香港著名作曲家。

## 生平
1925年出生于上海，毕业于上海光華大學，後來往上海音樂專科學校繼續進修音樂。1952年，他移居香港。早期主要創作流行曲。不久即加入邵氏電影公司，並為很多電影處理電影歌曲及配樂，包括紅樓夢(1961)、白蛇傳(1962)、楊乃武與小白菜(1963)、王昭君(1964)、潘金蓮(1964)、喬太守亂點鴛鴦譜 (1964)、雙鳳奇緣(1964)、三更冤(1964)、魚美人(1964)、蝴蝶盃(1965)、寶蓮燈(1965)、西廂記(1965)、魂斷奈何天 (1966)、女秀才(1966)、新陳三五娘(1966)、金石情(1968)、三笑(1969)、金玉良緣紅樓夢 (1977)，幾乎成了邵氏的御用作曲家，并提携了罗文走红。在《金玉良緣紅樓夢》，王福齡更嘗試借用越劇的曲式和旋律線來編成黃梅調。
王福齡製作相當嚴謹，曾創造不少經典旋律。他以《不了情》而獲得第九屆亞太影展最佳主題曲特別獎。歌曲風行於東南亞各地，更被翻譯成多國語文。後來，他憑著《藍與黑》、《山歌戀》獲得第十一屆亞太影展最佳音樂獎。
離開邵氏後曾於嘉禾工作，後來退出電影圈，1989年逝世。
1998年10月23日，香港作曲家及作詞家協會（CASH）於該會第21屆週年晚宴上，向王福齡追頒CASH音樂成就大獎，以肯定其對香港音樂的卓越貢獻。

## 作品
其他著名作品包括《今宵多珍重》、《南屏晚鐘》、《鑽石》、《不了情》、《痴痴地等》、《甜言蜜語》、《門前楊柳迎風擺》、《我的中國心》、《愛的淚珠》等等。